# Simone Warnier
Simone Warnier, née le 15 janvier 1909 à Aubervilliers et morte le 17 février 1994 en Argentine, est une athlète française, spécialiste du lancer du javelot.

## Biographie
Simone Fernande Warnier est la fille de Gaston Warnier, hôtelier, et Victorine Kim. Sa mère meurt en 1927. Elle partage le domicile parisien de la rue de Tocqueville avec ses sœurs Christiane et Germaine, son père tient une quincaillerie à Meaux.
En 1928, elle établit un nouveau record du monde du relais 4 × 100 m aux côtés de ses coéquipières du Linnet's Saint-Maur Lucienne Velu, Georgette Gagneux et Marguerite Radideau, dans le temps de 50 s.
Elle est à cinq reprises championne de France de lancer du javelot de 1927 à 1931. Elle remporte cette dernière année le titre national au lancer du disque. Elle a détenu le premier record de France officiel de la discipline en 1927 avec 26 m 40 et l'a amélioré six fois pour atteindre 35 m 78 en 1930. Son record ne sera battu qu'en 1941.
Secrétaire de profession, elle épouse en 1931, Robert Sigrand, mécanicien de marine. Elle suivra son mari lorsqu'il repart pour Buenos-Aires.